# New Smyrna Beach
New Smyrna Beach è una città degli Stati Uniti d'America, situata in Florida, nella contea di Volusia.